# دی‌سیمز کارنوال
کارنال سیمز یک جامعه آنلاین بر پایه بازی مشهور سیمز است و به کاربران امکان می‌دهد تا بازی مورد نظر خود را بسازند و هدف آن آموزش سازندگان و طراحان بازی است. این محیط تنها برای کاربرانی که پیش از این ثبت نام کرده بودند هم‌اکنون باز است.

## بازی‌ها
دو بازی بامپرسیتی و اسنپ‌سیتی از بازی‌های ایجاد شده است که قابل خریداری و دریافت هستند.